# The 7 Adventures of Sinbad
The 7 Adventures of Sinbad is een Amerikaanse film uit 2010 van The Asylum met Patrick Muldoon.

## Verhaal
Sinbad, de originele 'Prince of Persia', moet zeven opdrachten vervullen om de wereld voor een catastrofe te behoeden.

## Rolverdeling
| Acteur                 | Personage       |
| ---------------------- | --------------- |
| Patrick Muldoon        | Adrian Sinbad   |
| Sarah Desage           | Loa             |
| Bo Svenson             | Simon Magnusson |
| Kelly O'Leary          | Gemma Hargrove  |
| Dylan Jones            | Joseph Atash    |
| Berne Velasquez        | Mehrak          |
| Peter Greathouse       | Whittaker       |
| Clifford Garbutt       | Abdi de consul  |
| Dax                    | Maxamillion     |
| Gautam Sabnani         | Lincoln         |
| Horacio Louis Guerrero | Andrews         |
| Rhondeen Pitts         | Mei             |
| Oliver Mason           | Alex Degraves   |
| Victoria Jeffries      | Koningin Siren  |
| Maria Jeffery          | Siren           |